# بطل أوكرانيا
بطل أوكرانيا (HOU) ((بالأوكرانية: Герой України) تقرأ بالاوكرانية: هيروي أوكرايني) هو أعلى لقب أو وسام وطني يمكن أن يمنحه رئيس أوكرانيا للمواطن الذي يقوم بأداء خدمات جليلة لدولة أوكرانيا. تم إنشاء هذا الوسام في يوم الخميس الموافق 16 نوفمبر من عام 1998 من قبل الرئيس ليونيد كوتشما وحتى تاريخ 27 يونيو 2019، بلغ إجمالي عدد الجوائز 453 جائزة. يُمنح الوسام لاثنين من متلقي الطلبات المختلفين، وسام دولة المدني و وسام عسكري النجمة الذهبية. وأول أجنبي مُنح الوسام كان البيلاروسي ميخائيل تشيزنوسكي في يونيو 2017.
كان هناك جدل حول بعض الأوسمة، بما في ذلك الادعاءات بأنها إما كانت بدوافع سياسية أو منحها لمن لا يستحقون هذه الأوسمة.

## التاريخ
يمكن تتبع أصل أوسمة «بطل أوكرانيا» إلى وسام بطل الاتحاد السوفيتي (التي تأسست في يوم الأثنين الموافق 16 أبريل من عام 1934) ووسام بطل العمل الاشتراكي (الذي تأسس في يوم الثلاثاء الموافق 27 ديسمبر 1938)، وهو يعد من أعلى الأوسمة التي تم تأسيسها في الاتحاد السوفيتي، وأوكرانيا التي كانت احدي جمهورية تأسيسية. بعدما حصل معظم المستفيدين من اللقب السابق على هذا العمل العسكري البطولي (مع كون رواد الفضاء السوفياتيين استثناءً ملحوظًا)، في حين تم الاعتراف بمن حصلوا على هذا الأخير لمساهماتهم في الاقتصاد والثقافة الوطنية. ومع ذلك كان يمكن منح الاوسمة لنفس الشخص أكثر من مرة، ولا يمكن إلا لرئاسة مجلس السوفيات الأعلى أن تحرم المستلم من الوسام بمجرد منحه له. بعد تفكك الاتحاد السوفيتي في عام 1991، تم إنشاء جوائز مماثلة في البلدان المستقلة الناتجة عن تفككه، بما في ذلك أوكرانيا وروسيا الاتحادية وبلاروسيا وغيرها.

## الإنشاء
تم إنشاء وسام بطل أوكرانيا وفقاً لمرسوم 944 لعالم 1998 في يوم الخميس الموافق 16 نوفمبر من عام 1998 من قبل الرئيس ليونيد كوتشما  على غرار الأوسمة التي تم أصدرها من قبل الاتحاد السوفيتي، يُمنح اللقب بفرقين: «وسام النجمة الذهبية» و «وسام الدولة». على عكس الاوسمة السوفيتية، يسمح القانون الأوكراني للشخص بالحصول على اللقب في كل وسام مرة واحدة فقط، على الرغم من أن الشخص الواحد قد يحصل على كلا الوسامين في الوقت المناسب. هذا يعني أنه إذا كان حامل وسام الدولة يقوم بعمل بطولي، فيمكن أن يُقدم له وسام نجمة الذهب. والعكس صحيح، إذا تم الاعتراف بالمزيد من الإنجازات لصاحب وسام النجمة الذهبية لتكون ذات قيمة استثنائية للأمة، يمكن أن يكون المستلم مؤهلاً للحصول على وسام الدولة. ولا يمكن تقديم أيٍّ من الفروق بعد وفاته، ولا يجوز للرئيس تجريد بطب أوكرانيا من وسامه إلا إذا أدين بجريمة خطيرة (مثل القتل، التخابر لحساب دولة اخري، جريمة ضد الشرف، تجارة أعضاء، دعارة... إلخ).

## التصميم
أنشئت ميداليتين بموجب القانون الأوكراني للتمييز بين الأوسمة. لديهم الوسامين العديد من الميزات المشتركة. كلا الميداليات تستخدم الشريط طوله 45 مليمتر (1.8 بوصة) وعرضه 28 مليمتر (1.1 بوصة) وتنقسم بالتساوي إلى شريطين بطولها، مع شريط أزرق على اليسار وشريط أصفر على اليمين، ليطابق ألوان العلم الأوكراني. متصل بالشريط عبارة عن جهاز تعليق مرتبط بميدالية، وكلاهما مصنوع من الذهب الخالص. على كل من الميداليات، يتم نقش اسم كل زخرفة ورقم الوسام على الجانب الخلفي للميدالية.

## القوانين
أصدر الرئيس كوتشما لوائح مختلفة: مرسوم عام 1998 وقانون جديد في عام 2002. ألغى مرسوم عام 2002 مرسوم عام 1998 حيث صدر بعد قانون أوسمة الدولة وأكد حالة الأوسمة في عام 2000.
احتوى مرسوم عام 1998 على إرشادات عامة حول الأوسمة. كانت بعض الموضوعات المذكورة هي معايير تلقي كل مستوى من العنوان، ومن يمكنه تقديم العنوان، وكيف يجب أن يتم عرض الميدالية في الأماكن العامة. حدد المرسوم اللقب على أنه يمنح لمواطني أوكرانيا للبطولة والإنجازات العمالية. وقد نص على أنه يمكن للرئيس فقط هم من يمنح اللقب، على الرغم من أن بعض الهيئات الأخرى في الحكومة الأوكرانية يمكنها أن توصي الناس باستلامها. كما سمح المرسوم بفوائد خاصة، بما في ذلك زيادة الأجور والضمان الاجتماعي والرعاية الصحية، والتي يمكن للأبطال استخدامها حتى وفاتهم. غطى المرسوم أيضًا موضوعات الميداليات المكررة وعرض وملكية وتخزين الشارات.
تختلف لوائح 2002 الجديدة قليلاً فقط عن اللوائح الأصلية. لم يتم تغيير تصاميم الميداليات، وقدم المرسوم الجديد قياسات الميدالية المصغرة، أو «نسخة لمرتديها». تحدد المادة 4 تفاصيل ملكية الشارات والإجراءات الخاصة بالميداليات التي سيتم عرضها في المتاحف.

## البرتوكول
يتم ارتداء الميدالية، التي يتم تقديمها مع الوسام، دائمًا على الجانب الأيسر من سترة العمل أو البدلة وتلبس فوق أي ميداليات وديكورات أخرى تمنحها أوكرانيا. إذا حصل شخص على مستويي اللقب، يتم وضع ميدالية وسام النجمة الذهبية على يمين وسام الدولة. يمكن تقديم نسخة من الميدالية، مصنوعة من معادن غير ثمينة، إلى البطل لارتدائها يوميًا ويمكن استبدالها بشريط شريط، بقياس 12 مليمتر (0.47 بوصة) × 18 مليمتر (0.71 بوصة)، إذا كان ارتداء الميدالية غير مسموح به. تُلبس نسخة أخرى من الزخرفة، تُسمى الشارة المصغرة، فوق أشرطة الشريط على الجانب الأيسر من الزي الرسمي.

## الإجرائات
من أجل منح شخص ما الوسام، يجب تقديم توصية إلى الرئيس من قبل البرلمان الأوكراني وحكومة أوكرانيا والمحكمة الدستورية، والمحكمة العليا، والمجلس الاقتصادي الأعلى المحكمة، ومكتب المدعي العام لأوكرانيا، والوزارات وغيرها من السلطات التنفيذية المركزية، والمجلس الأعلى ومجلس وزراء جمهورية القرم المتمتعة بالحكم الذاتي، أوبلاست، وإدارات الدولة لمدينة كييف وسيفاستوبول، فضلاً عن لجنة منح الجوائز الحكومية وشعارات النبالة لرئيس أوكرانيا.
ثم ترسل التوصيات إلى الرئيس للنظر فيها، إلى جانب حزمة مؤلفة من تفاصيل أفعال المرشح والتوصيات التي قدمت نيابة عنه. إذا وافق الرئيس على التوصية، فسيصدر مرسومًا بمنح الشخص الوسام، والذي يتضمن استلام ميدالية وشارة مصغرة وشهادة في حفل أقيم في القصر الرئاسي في كييف 

## المستلمون

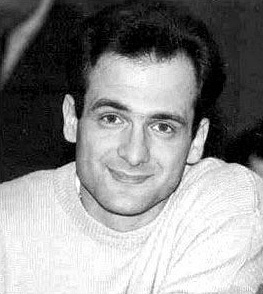
جورجي غونغادزي ، صحفي ومؤسس صحيفة شعبية على الإنترنت أوراينسكا برافدا ، اختُطفت وقتلت في عام 2000

حصل المستلمون على لقب بطل أوكرانيا لمجموعة متنوعة من الإنجازات. أول من يحصل على اللقب -في عام 1998- كان هو بوريس باتون. وقد اشتهر بالدراسات التي أجريت في مجال تعدين اللحام الكهربائي وكان رئيسًا للأكاديمية الوطنية للعلوم في أوكرانيا منذ عام 1962. منحت جوائز أخرى متعلقة بالعلوم إلى بلاتون كوستوك، عن عمله في الفيزيولوجيا العصبية، وفاليري كازاكوف عن عمله في الطب.

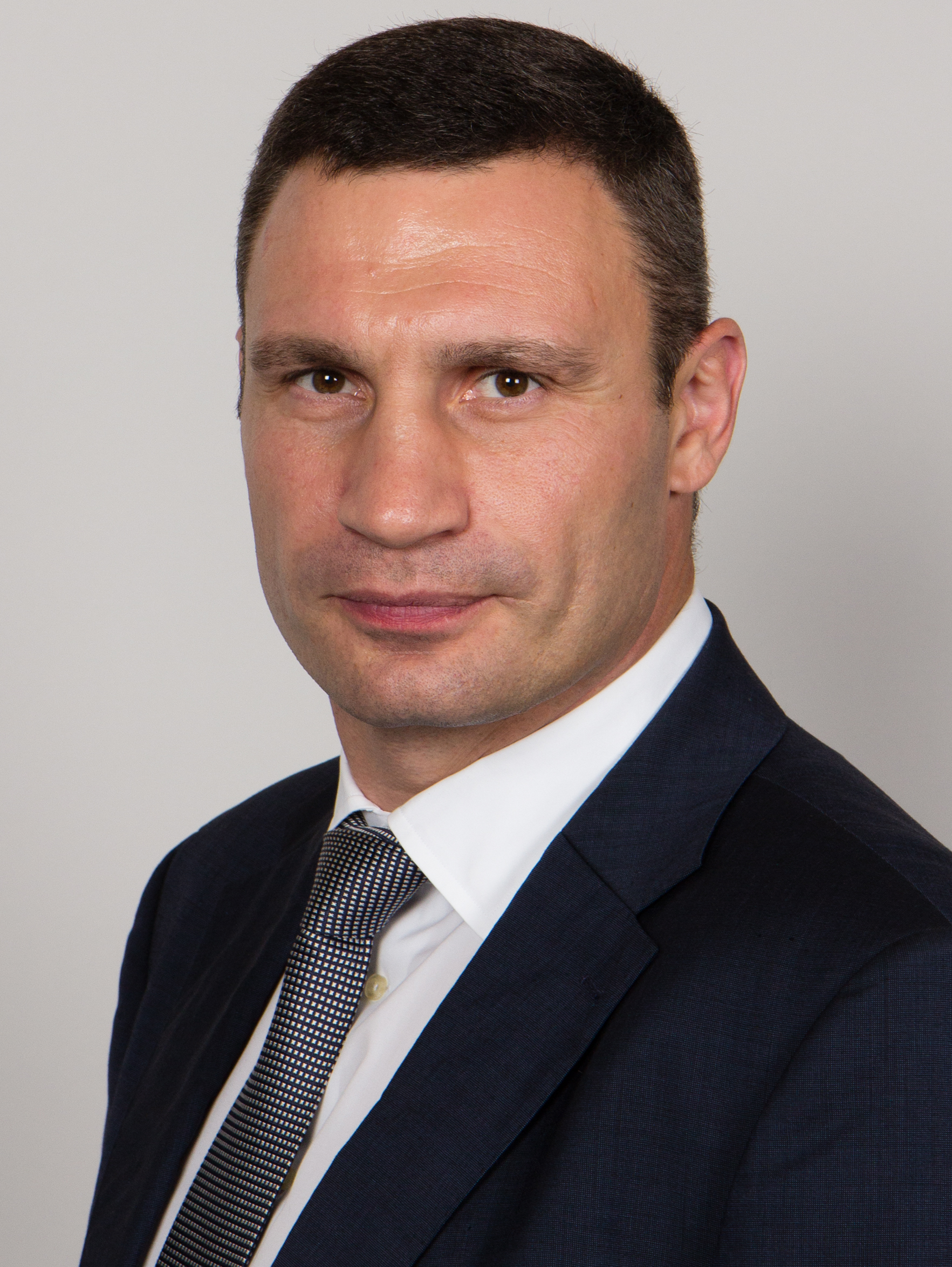
فيتالي كليتشكو

غالبًا ما يتم منح اللقب للرياضيين والشخصيات الأخرى ذات الصلة بالرياضة. حصل، وهو بطل ملاكمة للوزن الثقيل، على «وسام النجمة الذهبية» في عام 2004 كما حصل على أندري شيفتشينكو، 2004 أفضل لاعب كرة قدم في أوروبا وفاز مرتين بلقب لقب التهديف في دوري الدرجة الأولى.
توفي فاليري لوبانوفسكي، المدرب السابق لنادي كرة القدم إف سي دينامو كييف، في 13 مايو 2002 في المستشفى بعد وفاته أثناء إحدى الألعاب. حصل على اللقب بعد ذلك بيومين عن سنوات خدمته لأوكرانيا لتطوير كرة القدم داخل الأمة وكذلك تحسين المكانة الوطنية.
أصحاب الميداليات الأولمبية هم أيضًا من الفائزين البارزين. مُنحت يانا كلوتشكوفا، التي فازت بميداليات ذهبية في السباحة في أولمبياد أثينا وسيدني، لقب «تقديراً للخدمات المتميزة التي تقدمها كلوتشكوفا لأوكرانيا وجهودها في تعزيز سمعة البلاد في الساحة الأولمبية».
كما حصل الأشخاص المشاركون في الفنون والأدب على الجائزة. مُنِح الملحن الأوكراني الشهير، أولكسندر بيلاش، في عام 2001 لمساهمته الشخصية المتميزة في إثراء الكنوز الروحية للشعب الأوكراني وسنوات عديدة من النشاط الإبداعي المثمر. حصلت صوفيا روتارو، وهي أفضل مغنية معروفة من أوكرانيا في الاتحاد السوفيتي السابق، على جائزة «المزايا الشخصية البارزة في مجال الفن». مُنح الكاتب بافلو زغربيلني عن كتابه التضحية بالنفس لأوكرانيا، ولعدة سنوات من الكتابة وإسهامات شخصية مهمة نحو إثراء الخزانة الروحية الوطنية في عام 2004.   لا يستبعد الكتاب المشاركون في السياسة؛ جورجي غونغادزي، صحفي تم اختطافه وقتله عام 2000، مُنح في عام 2005.

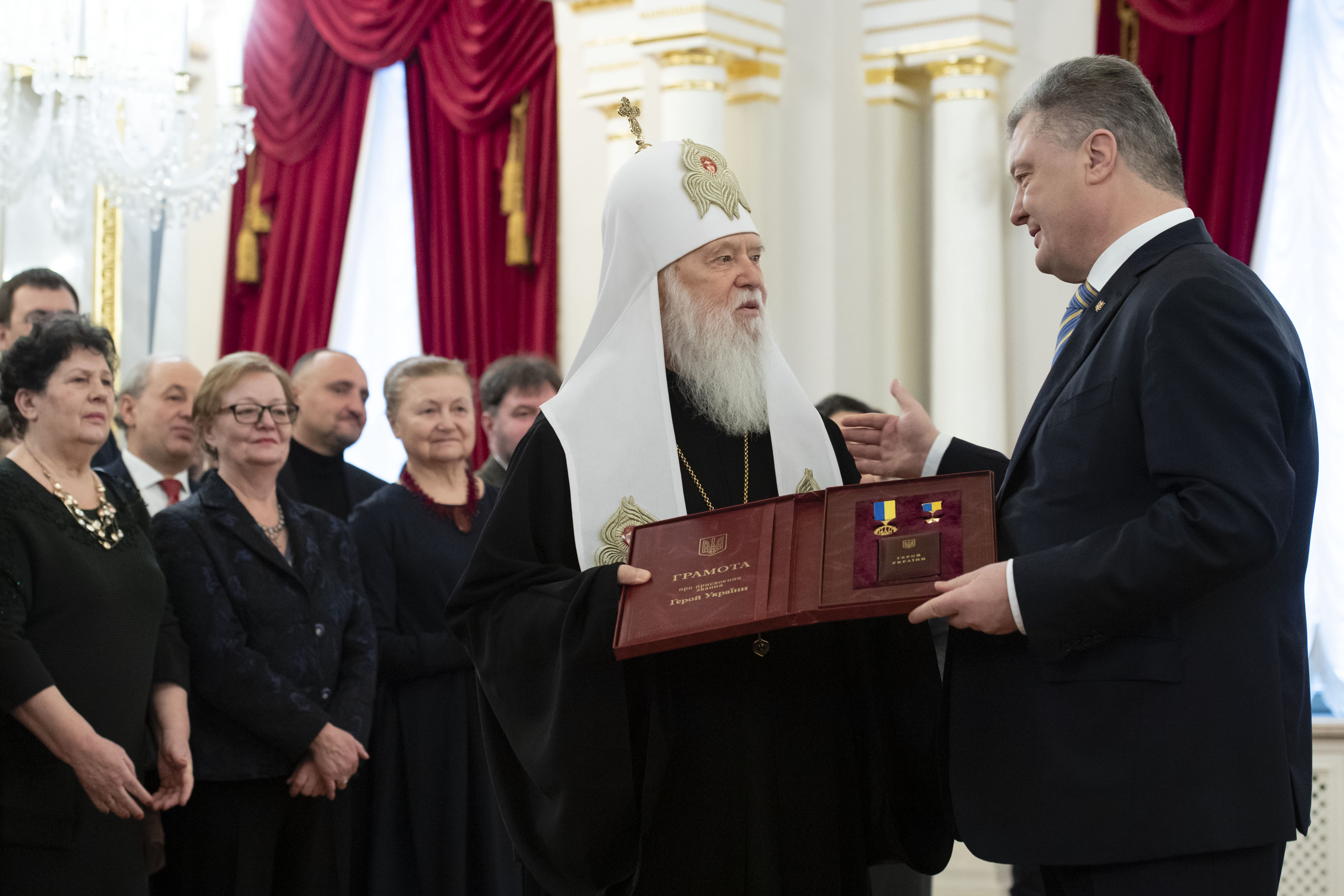
الرئيس بوروشينكو يسلم ميدالية بطل أوكرانيا و وسام الدولة إلى البطريرك فيلاريت.

أصبح البيلاروسي ميخائيل تشيزنوسكي أول أجنبي يمنح الجائزة في يونيو 2017. كان تشيزنوسكي أحد أوائل المتظاهرين الذين قُتلوا خلال احتجاجات أوروميدان؛ قُتل بالرصاص في 22 يناير 2014.
بسبب «دوره التاريخي المتميز في تأسيس الكنيسة الأرثوذكسية في أوكرانيا، فإن الأنشطة تهدف إلى إحياء روحانية الشعب الأوكراني، رفع سلطة الأرثوذكسية، إرساء المثل العليا للرحمة والانسجام بين الأديان» ولأنه «كان، هو، هو ولا يزال الزعيم الروحي للكنيسة الأوكرانية، الزعيم الروحي للشعب الأوكراني»، تلقى البطريرك فيلاريت الجائزة في 8 يناير 2019. في 22 يناير، في يوم الوحدة الأوكرانية، سلم الرئيس بوروشينكو الميدالية إلى البطريرك فيلاريت.

## جوائز مثيرة للجدل
كانت هناك مزاعم بأن بعض أعضاء الدائرة الداخلية لكوتشما، وعلى رأسهم فيكتور ميدفيتشوك، ربما يكونون قد حصلوا على جوائز غير مناسبة من الأوسمة والألقاب الأوكرانية، بما في ذلك لقب بطل أوكرانيا. أرسلت الشرطة، وفقًا لوكالة أسوشيتيد برس، استدعاء إلى ميدفيخوك في 15 يوليو 2005، لدعوته للاستجواب حول هذه الجوائز. تم استجواب كوتشما وميدفيشوك على لقب بطل أوكرانيا ألكسندر بارتينيف. يواجه بارتينيف، المعروف أيضًا باسم «ميجور»، وهو رجل عصابات مزعوم، حاليًا تهم قانونية في أوكرانيا.

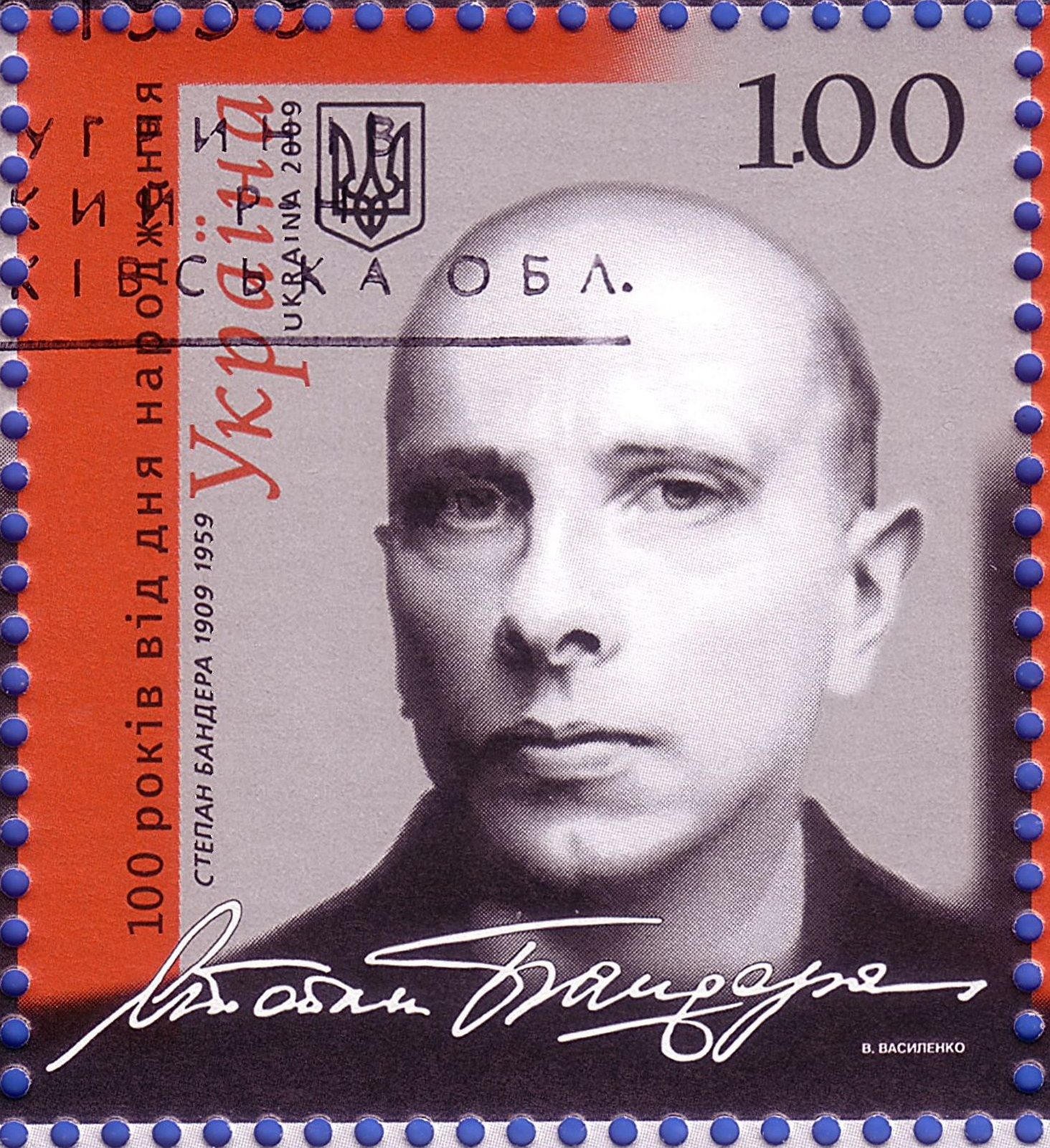
قوبل قرار منح الجائزة إلى ستيبان بانديرا بالجدل ، وتم إلغاؤه لاحقًا.

قوبل قرار منح الجائزة إلى ستيبان بانديرا بالجدل، وتم إلغاؤه لاحقًا.
سبب هذه المشاكل، وافق الرئيس فيكتور يوشينكو على التوقف عن منح الأوسمة الحكومية ابتداء من يونيو 2005 حتى إشعار آخر. أعلن هذه الخطوة من قبل إيفان فاسيونيك، نائب السكرتير الأول للدولة، والمدعومة من قبل لجنة أوكرانيا للأوسمة والنبلاء. وفقا لفاسيونييك، حصل واحد وأربعون شخصا على لقب بطل أوكرانيا في عام 2004، مع بعض الجوائز التي قدمت خلال فترة الانتخابات. قال فاسيونيك «لا أعتقد أنك تعرف ثلث هذه الأسماء»، في إشارة إلى أولئك الذين تم تقديمهم مع لقب بطل تلك السنة. وافقت اللجنة على عدم تجريد أي شخص من ديكوراتهم، إلا إذا سمح لهم القانون الأوكراني بذلك. على الرغم من الإعلان عن تعليق منح الجوائز، تم منح لقبين بعد وفاته في يوليو 2005 إلى أوليس هونشار وفاديم هيتمان.
تسبب قرار يوشينكو، في أيامه الأخيرة في منصبه في يناير 2010، بمنح القومي الأوكراني في الحرب العالمية الثانية واتهم المتعاون النازي ستيبان بانديرا مع بطل أوكرانيا ضجة في روسيا وبولندا ودول أخرى، بما في ذلك أوكرانيا بحد ذاتها. تم إدانته من قبل مركز سيمون ويزنتال ومجموعات يهودية أخرى في جميع أنحاء العالم، والرئيس البولندي ليخ كازينسكي، ووزارة الخارجية الروسية، وجماعات الجيش السوفيتي المخضرم، والسياسيين الأوكرانيين البارزين مثل سيرجي تيجيبكو وكونستانتين زارودنيف. ذهب زارودنيف، وهو نائب يمثل سيفاستوبول، إلى أبعد من حرق جواز سفره الأوكراني احتجاجًا على ذلك. في الوقت نفسه، حظي المرسوم الذي منح بانديرا بالترحيب من قبل القوميين الأوكرانيين في غرب أوكرانيا وعدد من الأمريكيين الأوكرانيين.
في 2 أبريل 2010، ألغت المحكمة الإدارية المحلية في دونيتسك المرسوم الرئاسي الذي منح لقب بطل أوكرانيا لبانديرا. جادل المحامي فلاديمير أولينتسيفيتش في دعوى قضائية بأن لقب بطل أوكرانيا هو أعلى جائزة تمنح على وجه الحصر لمواطني أوكرانيا. لم يكن بانديرا مواطنًا أوكرانيًا، حيث كان في المنفى بعد الحرب العالمية الثانية، وقد قُتل عام 1959 في ألمانيا قبل وثيقة إعلان استقلال أوكرانيا لعام 1991. وللأسباب نفسها، أعلنت محكمة الاستئناف الإدارية في دونيتسك في 21 أبريل 2010 عدم قانونية قرار رئيس أوكرانيا السابق يوشينكو المؤرخ 12 أكتوبر 2007 بمنح لقب بطل أوكرانيا لرومان شوتشيفيتش، قائد جيش المتمردين الأوكرانيين.
رفضت المحكمة الإدارية العليا لأوكرانيا في 12 أغسطس 2010 دعاوى لإعلان أربعة مراسيم أصدرها الرئيس فيكتور يانوكوفيتش بشأن منح لقب بطل أوكرانيا للجنود السوفيات غير قانوني وإلغائهم. ذكر مُدّعي هذه الدعاوى أنهم استندوا إلى نفس الحجج التي استخدمتها محكمة الاستئناف الإدارية في دونيتسك والتي استوفت في 21 أبريل استئنافًا حرم رومان شوتشيفيتش بطل أوكرانيا، حيث لم يكن شوكهيفيتش مواطناً لأوكرانيا.
ومع ذلك، بموجب المادة 16 «الحرمان من جوائز الدولة» قانون أوكرانيا «على الأوسمة الحكومية لأوكرانيا»
لا يجوز حرمان رئيس أوكرانيا من قرارات التحكيم إلا في حالة إدانة المتلقي لارتكابه جريمة خطيرة عند تقديم المحكمة في الحالات التي ينص عليها القانون.
لم يتم الالتزام بالإجراءات المذكورة أعلاه في كلتا الحالتين، وبالتالي فإن النتائج القانونية للقرارات التي تتخذها المحاكم، وكذلك شرعية هذه القرارات مثيرة للجدل إلى حد كبير. علاوة على ذلك، سيخلق تكيف تلك الحالات سابقة، يتم بموجبها تجريد العديد من الأبطال الآخرين من ألقابهم، ومن بينهم مصفي كارثة تشيرنوبيل، والعديد من قدامى المحاربين في الحرب العالمية الثانية وغيرهم.
ومن بين الحاصلين الجائزة أيضا أفغوستين فولوشين، فاسيل ستوس، أوليكسا هيرنك، كوزمة ديريفيانكو، ألكسي بيريست، هريهوري كيتاستي، فاليري لوبانوفسكي وغيرهم .

## روابط خارجية
- الجائزة الوطنية الأوكرانية - «بطل أوكرانيا» في الموقع الرسمي لرئيس أوكرانيا.
- أشرطة الشريط لمختلف زخارف الدولة على الموقع الرسمي للرئيس
- الذي حصل على النجمة الذهبية (معلومات الرسومات).